# 京都しあわせ倶楽部
京都しあわせ倶楽部（きょうとしあわせクラブ）は、日本の叢書。
2015年9月8日に創刊された。PHP研究所が発行している。多彩な切り口で京都の魅力を紹介、発信している。作家で歯科医の柏井壽が編集主幹を務めている。放送作家の小山薫堂がシリーズコンセプト、企画、ラインナップなどで全面的に協力している。隔月8日に3点ずつ出版されている。創刊ラインナップは、京都しあわせ倶楽部編『京都しあわせ手帖2016』、柏井壽『ぶらり京都しあわせ歩き』、小山薫堂／アレックス・ムートン共著『ライカと歩く京都』、羽川英樹『鉄道でめぐるゆるり京都一人旅』。叢書名には、京都へ出かけたくなる、古都を歩く楽しみが膨らんでゆく、といったような旅気分を味わってもらいたいという思いが込められている。ロゴマークは、京都嵯峨芸術大学（現・嵯峨美術大学）の学生によるもので、舞妓をモデルにしている。判型は、多くが新書判であるが、大原千鶴『しあわせを味わう 京のうちごはん』など、新書判ではない例もある。